# Birgit Grosz
Birgit Grosz (* 1956; † Oktober 2012) war eine deutsche Drehbuchautorin.

## Leben
Birgit Grosz war Touristikerin, Buchhändlerin und Dozentin für Erwachsenenbildung. Anfang der 1990er Jahre veröffentlichte sie drei Freizeitführer zum Thema Ostdeutschland. Als Drehbuchautorin war sie ab 1994 bis zu ihrem Tod 2012, meist zusammen mit ihrem Lebensgefährten Jürgen Pomorin, tätig. 

## Filmografie (Auswahl)
- 1998: Alarm für Cobra 11 – Die Autobahnpolizei (Fernsehserie, eine Folge)
- 1999–2013: Ein starkes Team (Fernsehreihe, 21 Folgen)
- 2004: SOKO Köln (Fernsehserie, eine Folge)
- 2006: Donna Roma (Miniserie)
- 2008: Das Duo: Sterben statt erben
- 2009–2013: Der Staatsanwalt (Fernsehserie, 11 Folgen)
- 2011: Tatort: Das erste Opfer
- 2012: Tatort: Schmuggler
- 2012: Das Duo: Der tote Mann und das Meer
- 2012: Marie Brand und die falsche Frau